# میلستون
میلستون (به انگلیسی: Milston) یک روستا و محله مدنی در بریتانیا است که در Wiltshire واقع شده‌است. میلستون ۱۳۰ نفر جمعیت دارد.